# Kraichtal
Kraichtal je grad u njemačkoj saveznoj pokrajini Baden-Württemberg, u okrugu Karlsruhe. U njegovoj se blizini nalaze gradovi Pforzheim, Karlsruhe i Heilbronn.

## Geografija
Kraichtal je njemački grad u zapadnom Kraichgauu, brdovitom krajoliku između Schwarzwalda, šume Odenwald i rijeke Neckar. Kraichtal (doslovno dolina Kraich ) ime je dobio po rijeci Kraich koja teče kroz Kraichtal, a zatim na kraju u Rajnu.
Sljedeći gradovi susjedni su Kraichtalu: Eppingen i Zaisenhausen, Oberderdingen, Bretten, Bruchsal, Ubstadt-Weiher i Oestringen.

## Stanovništvo
Kraichtal ima 14.995 stanovnika i devet gradskih četvrti: Bahnbrücken, Gochsheim, Landshausen, Menzingen, Münzesheim, Neuenbürg, Oberacker, Oberöwisheim i Unteröwisheim.

## Gradovi prijatelji
- Menzingen, Švicarska

## Vanjske poveznice
- Službena stranica (njem.)

### Ostali projekti
|  | Zajednički poslužitelj ima još gradiva o temi Kraichtal |